# 森特奧西皮 (新罕布什爾州)
森特奧西皮（英語：Center Ossipee）是位於美國新罕布什爾州卡羅爾縣的普查規定居民點。

## 人口
根據2020年美國人口普查的數據，森特奧西皮的面積為2.58平方千米，皆為陸地。當地共有人口526人，而人口密度為每平方千米203.88人。